# Murielle Ahouré
Murielle Ahouré (Abidjan, 23 augustus 1987) is een Ivoriaans sprintster. Ze won in 2018 de wereldindoortitel op de 60 m, nadat ze in zowel 2012 als 2014 zilver had veroverd. Daarnaast behaalde Ahouré dubbel zilver op de 100 en 200 m bij de wereldkampioenschappen in 2013. Zij nam tweemaal deel aan de Olympische Spelen, maar won hierbij geen medailles.

## Biografie

### Jeugd
Ahouré is weliswaar geboren in Abidjan, maar heeft nauwelijks in Ivoorkust gewoond. Reeds in haar derde levensjaar verhuisde haar stiefvader, generaal Mathias Doué, van 2000 tot 2004 stafchef van de Ivoriaanse krijgsmacht, zijn gezin naar Frankrijk. Daarna woonde zij in China, Japan en Duitsland, alvorens rond haar elfde terug te keren naar Ivoorkust. Twee jaar later verhuisde zij voor korte tijd opnieuw naar Frankrijk. Toen ze veertien was zond Doué uit veiligheidsoverwegingen zijn gezin naar de Verenigde Staten, waar zij met haar moeder, twee broers en zuster terechtkwam in Bristow, Virginia.
In de Verenigde Staten was Hayfield Secondary School in Alexandria haar middelbare school. Daar maakte ze kennis met atletiek. Vervolgens ging ze in 2005 criminologie studeren aan de George Mason-universiteit en ging ze tevens verder met trainen.

### Zilver op WK indoor 2012
Ahouré's eerste grote toernooi waren de wereldindoorkampioenschappen van 2012 in Istanboel, waar ze als tweede eindigde op de 60 m achter de Jamaicaanse Veronica Campbell-Brown. Dit was de eerste medaille voor Ivoorkust die behaald werd op een WK indoor, waarbij zij haar persoonlijk record verbeterde naar 7,04 s.
Op 31 mei won Murielle Ahouré de 100 m bij het Golden Gala in Rome in een tijd van 11,00 en een week later won ze ook de 200 m bij de Bislett Games op 7 juni in Oslo in 22,42. Haar laatste overwinning dat jaar in de Diamond League-serie was ongeveer een maand later bij het Meeting Areva, waar ze de 200 m won.

### Tweemaal finaliste op OS 2012
In 2012 nam Ahouré ook deel aan de Olympische Spelen in Londen op zowel de 100 als de 200 m. Ze bereikte in beide disciplines de finale, maar wist geen medaille te winnen. In haar serie op de 100 m werd ze eerste met een nationaal record van 10,99, waardoor ze doorging naar de halve finales. Hierin kwalificeerde zij zich voor de finale als tweede snelste overall en in de finale werd ze uiteindelijk zevende. Op de 200 m bereikte Ahouré de finale door eerst haar serie te winnen en vervolgens tweede te worden in haar halve finales. In de finale werd ze zesde met een tijd van 22,57.

### Eerste Afrikaanse met sprintmedaille op WK
Gedurende het gehele indoorseizoen van 2013 bleef Ahouré ongeslagen met als voornaamste resultaat, dat zij het Afrikaanse record op de 60 m indoor op 7,00 stelde. Voor de WK in Moskou dat jaar stond zij als kanshebster voor eremetaal vooral hoog aangeschreven op de 200 m, maar reeds op de 100 m overtrof zij alle verwachtingen door achter winnares Shelly-Ann Fraser-Pryce (goud met 10,71) in 10,93 de zilveren medaille voor zich op te eisen en daarbij onder meer regerend wereldkampioene Carmelita Jeter (10,94) achter zich te houden. Daarmee werd zij de eerste Ivoriaanse die een medaille won op een WK en de eerste Afrikaanse atlete die een WK-medaille won op een van beide sprintafstanden. Vervolgens veroverde zij achter Fraser-Pryce (goud in 22,17) ook zilver op de 200 m in 22,32, dezelfde tijd die de Nigeriaanse Blessing Okagbare als derde liet optekenen. Aan het eind van het jaar werd zij voor haar prestaties door president Alassane Ouattara benoemd tot Ridder in de Nationale Orde van Verdienste. Tevens werd zij gekozen tot sportvrouw van het jaar van Ivoorkust.
In 2014 werd Ahouré bij de Afrikaanse kampioenschappen op de 100 m tweede achter Blessing Okagbare, maar op de 200 m waren de rollen omgedraaid.. 

## Titels
- Wereldindoorkampioene 60 m - 2018
- Afrikaans kampioene 100 m - 2016
- Afrikaans kampioene 200 m - 2014

## Persoonlijke records
Outdoor
| Onderdeel | Prestatie       | Wind     | Datum         | Plaats          |
| --------- | --------------- | -------- | ------------- | --------------- |
| 100 m     | 10,78 s (ex-AR) | +1,6 m/s | 11 juni 2016  | Montverde       |
| 200 m     | 22,24 s (ex-NR) | -0,5 m/s | 19 juli 2013  | Monaco          |
| 400 m     | 54,77 s         |          | 12 april 2008 | Charlottesville |

Indoor
| Onderdeel | Prestatie    | Datum         | Plaats          |
| --------- | ------------ | ------------- | --------------- |
| 60 m      | 6,97 s (AR)  | 2 maart 2018  | Birmingham      |
| 200 m     | 22,80 s (NR) | 13 maart 2009 | College Station |

## Palmares

### 60 m
Kampioenschappen
- 2012:  WK indoor - 7,04 s
- 2014:  WK indoor - 7,01 s
- 2018:  WK indoor - 6,97 s

### 100 m
Kampioenschappen
- 2012: 7e OS - 11,00 s
- 2013:  WK - 10,93 s
- 2014:  Afrikaanse kamp. - 11,03 s
- 2015: 4e in ½ fin. WK - 10,98 s
- 2016:  Afrikaanse kamp. - 10,99 s
- 2016: 4e in ½ fin. OS - 11,01 s
- 2017: 4e WK - 10,98 s
- 2019: 5e WK - 11,02 s

Diamond League-podiumplekken
- 2012:  Golden Gala - 11,00 s
- 2013:  Bislett Games - 11,05 s
- 2013:  Meeting Areva - 11,01 s
- 2014:  Athletissima – 10,98 s
- 2014:  Herculis – 10,97 s
- 2015:  Bislett Games – 11,03 s
- 2015:  London Grand Prix – 11,01 s
- 2017:  Prefontaine Classic - 10,96 s

### 200 m
Kampioenschappen
- 2012: 6e OS - 22,57 s
- 2013:  WK - 22,32 s
- 2014:  Afrikaanse kamp. - 22,36 s
- 2016: 3e in ½ fin. OS - 22,57 s

Diamond League-podiumplekken
- 2012:  Bislett Games - 22,42 s
- 2012:  Meeting Areva - 22,55 s
- 2013:  Golden Gala - 22,36 s
- 2013:  Herculis - 22,24 s
- 2013:  Weltklasse Zürich - 22,66 s
- 2015:  Qatar Athletic Super Grand Prix - 22,29 s
- 2015:  Athletissima – 22,36 s
- 2016:  Shanghai Golden Grand Prix - 22,72 s
- 2017:  Bislett Games - 22,74 s
- 2017:  Bauhaus-Galan - 22,68 s

## Onderscheidingen
- Ridder in de Nationale Orde van Verdienste van Ivoorkust - 2013
- Ivoriaans sportvrouw van het jaar - 2013